# 蕾敦·塞特
蕾敦·塞特（挪威語：Reidun Seth，1966年6月9日—），挪威女子足球运动员。她曾入选1996年夏季奥林匹克运动会挪威女子足球队阵容，但并未上场参赛。她也曾获得1995年世界杯女子足球赛冠军。